# Koos Borgesius
Jacobus Goedhardus (Koos) Borgesius (9 februari 1919 te Groningen - 6 november 1992 te Assen) was een Nederlandse burgemeester van de PvdA.

## Leven en werk
Borgesius was een zoon van Jan Wolter Borgesius en Hendrika Elziena Smidt. Hij werd in 1956 benoemd tot burgemeester van de gemeente Meeden en daarnaast was hij in 1966 nog korte tijd waarnemend burgemeester van Muntendam. In 1967 volgde zijn benoeming tot burgemeester van Rolde. Zijn gelijknamige grootvader Jacobus Goedhardus Borgesius was burgemeester van de gemeente Odoorn.
Borgesius schreef na zijn pensionering de Geschiedenis van Rolde in opdracht van het gemeentebestuur van Rolde. Het boek verscheen in 1993, het jaar na zijn overlijden. Ook illustreerde hij een bundel verhalen van zijn vader Jan Wolter Borgesius (1883-1969) met aquarellen.